# Terrence McNally
Terrence McNally (San Petersburgo, Florida, 3 de noviembre de 1938-Sarasota, Florida, 24 de marzo de 2020) fue un dramaturgo, libretista y guionista estadounidense.

## Biografía
Descrito como "el bardo del teatro estadounidense" y "uno de los mejores dramaturgos contemporáneos que el mundo del teatro ha producido hasta ahora", McNally recibió el Premio Tony de 2019 por su trayectoria, el Premio al Logro de la Vida del Gremio de Dramaturgos de 2019, y el Premio al Logro de la Vida de Lucille Lortel. En 2018, fue incluido en la Academia Estadounidense de las Artes y las Letras, el mayor reconocimiento de mérito artístico en los Estados Unidos. En 1996, fue incluido en el American Theater Hall of Fame.
Recibió el Premio Tony a la mejor obra por Love! Valour! Compassion! y Master Class, así como el Premio Tony al mejor guion de un musical por Kiss of the Spider Woman y Ragtime. Sus otros reconocimientos incluyeron un Premio Emmy, dos Becas Guggenheim, una Beca Rockefeller, cuatro Premios Drama Desk, dos Premios Lucille Lortel, dos Premios Obie y tres Premios Hull-Warriner.
Su carrera abarcó seis décadas, y sus obras de teatro, musicales y óperas se realizaron de forma rutinaria en todo el mundo. La diversidad y el alcance de su trabajo fueron notables, ya que McNally se resistió a la identificación con cualquier escena cultural en particular. Simultáneamente activo en los movimientos teatrales regionales y fuera de Broadway, así como en Broadway, fue uno de los pocos dramaturgos de su generación que pasó con éxito de la vanguardia a la aclamación convencional. Su trabajo se centró en las dificultades y la necesidad urgente de la conexión humana. Para McNally, la función más importante del teatro era crear divisiones comunitarias y de puentes abiertas entre las personas por diferencias de religión, raza, género y, en particular, orientación sexual.
Además de sus galardonadas obras de teatro y musicales, también escribió dos óperas, múltiples guiones, teleseries y una memoria.
Fue miembro del Consejo del Gremio de Dramaturgos desde 1970 y se desempeñó como vicepresidente del mismo de 1981 a 2001. En 1998, McNally recibió un título honorario de la Juilliard School en reconocimiento a sus esfuerzos por revivir el Programa de Dramaturgos Americanos Lila Acheson Wallace con su compañero dramaturgo John Guare. En 2013, regresó a su alma mater, la Universidad de Columbia, donde fue el orador principal de la clase de graduación de 2013 el Día de la Clase. Recibió un título honorífico de la NYU en 2019.
En un discurso dirigido a miembros de la Liga de Teatros y Productores Estadounidenses, comentó: "Creo que el teatro nos enseña quiénes somos, qué es nuestra sociedad, hacia dónde vamos. No creo que el teatro pueda resolver los problemas de una sociedad, ni debería esperarse que... las obras de teatro no hagan eso. La gente hace. [Pero las obras de teatro pueden] proporcionar un foro para las ideas y sentimientos que pueden llevar a una sociedad a decidir sanarse y cambiar a sí misma".

## Muerte
A finales de los años noventa fue diagnosticado de cáncer de pulmón, del cual fue intervenido quirúrgiamente y había desarrollado una insuficiencia respiratoria crónica. Murió a los 81 años en el Hospital de Sarasota (Florida) el 24 de marzo de 2020 a causa de complicaciones derivadas de la enfermedad de COVID-19 causado por el virus SARS-CoV-2.

## Obras escritas
| Teatro: - And Things That Go Bump in the Night (1964) - Botticelli (1968) - Sweet Eros (1968) - Witness (1968) - ¡Cuba Si! (1968) - Bringing It All Back Home (1969) - Noon (1968), segundo segmento de Morning, Noon and Night - Next (1969) - Where Has Tommy Flowers Gone? (1971) - Bad Habits (1974) - Whiskey (1973) - The Tubs (1974), early version of The Ritz - The Ritz (1975) - Frankie and Johnny in the Clair de Lune (1982) - It's Only a Play (1986) - Hope (1988), segundo segmento de Faith, Hope and Charity - The Lisbon Traviata (1989) - Prelude and Liebestod (1989) - Lips Together, Teeth Apart (1991) - A Perfect Ganesh (1993) - Hidden Agendas (1994) - Love! Valour! Compassion! (1994) - By the Sea, By the Sea, By the Beautiful Sea (1995) - Master Class (1995) - Corpus Christi (1998) - The Stendhal Syndrome (2004) - Two one-act plays: Full Frontal Nudity and Prelude and Liebestod - Dedication or The Stuff of Dreams (2005) - Some Men (2006) - The Sunday Times (2006) - Deuce (2007) - Unusual Acts of Devotion (2008) - Golden Age (2009) - And Away We Go (2013) - Mothers and Sons (2014) - It's Only a Play (2014) - Andre's Mother (1988) - Fire and Air (2018) | Teatro musical: - Here's Where I Belong (1968) - The Rink (1984) - Kiss of the Spider Woman (1992) - Ragtime (1996) - The Full Monty (2000) - The Visit (2001) - A Man of No Importance (2002) - Chita Rivera: The Dancer's Life (2005) - Catch Me If You Can (2011) - Anastasia (2016) Opera: - The Food of Love (1999), music by Robert Beaser - Dead Man Walking (2000), música de Jake Heggie - Three Decembers (2008), música de Jake Heggie - Great Scott (2015), música de Jake Heggie Película: - The Ritz (1976) - Frankie and Johnny (1991) - Love! Valour! Compassion! (1997) TV: - Mama Malone (1984) - Andre's Mother (1990) - The Last Mile (1992) - Common Ground (2000) |

## Premios y nominaciones

### Premios Tony
| Año  | Trabajo                                                  | Categoría / premio                                       | Resultado             | Ref.   |
| ---- | -------------------------------------------------------- | -------------------------------------------------------- | --------------------- | ------ |
| 1993 | Kiss of the Spider Woman                                 | Mejor guion de un musical                                | Ganador               | [ 31 ] |
| 1995 | Love! Valour! Compassion!                                | Mejor obra                                               | Ganador               | [ 31 ] |
| 1996 | Master Class                                             | Mejor obra                                               | Ganador               | [ 31 ] |
| 1998 | Ragtime                                                  | Mejor guion de un musical                                | Ganador               | [ 31 ] |
| 2001 | The Full Monty                                           | Mejor guion de un musical                                | Ganador               | [ 31 ] |
| 2014 | Mothers and Sons                                         | Mejor obra                                               | Ganador               | [ 31 ] |
| 2015 | The Visit                                                | Mejor guion de un musical                                | Nominada              | [ 31 ] |
| 2019 | Premio especial Tony por logros de por vida en el teatro | Premio especial Tony por logros de por vida en el teatro | Premio no competitivo | [ 31 ] |

### Drama Desk Awards
| Año  | Trabajo                           | Categoría / premio                | Resultado | Ref.   |
| ---- | --------------------------------- | --------------------------------- | --------- | ------ |
| 1975 | The Ritz                          | Mejor obra nueva (estadounidense) | Nominado  | [ 32 ] |
| 1990 | The Lisbon Traviata               | Mejor obra nueva                  | Nominado  | [ 33 ] |
| 1992 | Lips Together, Teeth Apart        | Mejor obra nueva                  | Nominado  |        |
| 1995 | Love! Valour! Compassion!         | Mejor obra                        | Ganador   | [ 34 ] |
| 1996 | Master Class                      | Mejor obra                        | Ganador   | [ 35 ] |
| 1998 | Ragtime                           | Mejor guion de teatro musical     | Ganador   | [ 36 ] |
| 2001 | The Full Monty                    | Mejor guion de teatro musical     | Nominado  | [ 37 ] |
| 2003 | A Man of No Importance            | Mejor guion de teatro musical     | Nominado  | [ 38 ] |
| 2006 | Dedication or The Stuff of Dreams | Mejor obra                        | Nominado  | [ 39 ] |
| 2007 | Some Men                          | Mejor obra                        | Nominado  | [ 40 ] |
| 2015 | The Visit                         | Mejor guion de teatro musical     | Nominado  | [ 41 ] |
| 2017 | Anastasia                         | Mejor guion de teatro musical     | Nominado  | [ 42 ] |

### Premios Primetime Emmy
| Año  | Trabajo        | Categoría / premio                                     | Resultado | Ref.   |
| ---- | -------------- | ------------------------------------------------------ | --------- | ------ |
| 1990 | Andre's Mother | Mejor guion, miniserie, telefilme o especial dramático | Ganador   | [ 43 ] |

### Otros premios
- 1966, 1969 Beca Guggenheim[44]
- 1974 Ganador del Premio Obie, a la Mejor Obra - Bad Habits [45]
- Ganador del Premio Lucille Lortel de 1992, a la Mejor Obra - Lips Together, Teeth Apart [46]
- Ganador del Premio Lucille Lortel 1992, al Mejor Cuerpo de Trabajo
- Nominado al Premio Pulitzer de 1994 por Drama - A Perfect Ganesh [47]
- 1995 Ganador del Premio Obie, de Dramaturgia - Love! Valour! Compassion! [48]
- En 2016, homenajeado en la Cena Estatal de Lotos Club[49]